# خلل وظيفة وتر الظنبوب الخلفي
خلل وظيفة وتر الظنبوب الخلفي (بالإنجليزية: Posterior tibial tendon dysfunction)‏ هو اضطراب يصيب وتر الظنبوب الخلفي. وهو مرض متصاعد يمر عبر أربعة مراحل، ويُعد السبب الأكثر شيوعًا للقدم المسطحة لدى البالغين.

## الأسباب
عوامل الخطر المتفق عليها تشمل:
- السمنة
- ارتفاع ضغط الدم
- السكري
- الإصابات السابقة
- اضطرابات المفاصل
- الاضطرابات السابقة
- استخدام الكورتيكوستيرويدات[1]

اُقترح العديد من الأسباب للحالة، لكن السبب الأكثر شيوعًا هو الصدمات الدقيقة المتكررة التي تؤدي إلى فشل الوتر. ومع ذلك، هناك منطقة منخفضة التروية الدموية خلف الكعب الإنسي قد تساهم في تطور المرض. عند تشريح الجثث المصابة بهذا الاضطراب، يُلاحظ انخفاض في الإمداد الدموي للوتر. كما يُعتقد أن موضع الوتر يلعب دورًا في الإصابة، حيث إنه يقوم بانعطاف حاد حول الكعب الإنسي، مما يضع ضغطًا كبيرًا على الوتر.
أسباب أخرى مقترحة تشمل:
- الانضغاط تحت الرباط المثني
- تشوهات عظمة الكاحل
- الفُصال العظمي
- القدم المسطحة الموجودة مسبقًا[2]

غالبًا، يمكن أن يبدأ المرض بعد نشاط بدني مكثف أو إصابة.

## الأعراض
المراحل:
1. المرحلة الأولى: الوتر سليم لكنه متضرر.
2. المرحلة الثانية: تمزق الوتر، ويبدأ تشوه القدم.
3. المرحلة الثالثة: تشوه القدم بشكل كبير، ويبدأ تآكل الغضروف.
4. المرحلة الرابعة: يبدأ مفصل الكاحل في التآكل.[1]

في المراحل المبكرة، يعاني المريض من ألم في القدم والكاحل مع تورم. كما يواجه صعوبة في الوقوف على أصابع القدمين، المشي على الأسطح غير المستوية، صعود وهبوط الدرج، بالإضافة إلى تآكل غير معتاد أو غير متساوٍ في الأحذية.
في المراحل المتقدمة، تنهار الأقواس، ويميل الكاحل إلى الداخل، ويبدأ تآكل مفصل الكاحل. كما قد تميل أصابع القدم إلى الخارج بسبب محاذاة القدم في وضعية التقوّس، ويفقد المريض غالبًا القدرة على رفع الكعب في الطرف المصاب.

## التشخيص
يُعد التصوير الطبي الطريقة الأساسية لتشخيص خلل وظيفة وتر الظنبوب الخلفي،ومع ذلك، يتم إجراء الفحص السريري غالبًا لتحديد ما إذا كانت هناك حاجة لمزيد من الفحوصات. تشمل تقنيات التصوير المستخدمة:
- الأشعة السينية
- التصوير بالرنين المغناطيسي
- التصوير المقطعي
- التصوير بالموجات فوق الصوتية[1]

التشخيص التفريقي: على الرغم من أن أعراض تكون عادةً مميزة، إلا أن هناك حالات مشابهة يجب أخذها في الاعتبار، ومنها:
- التحام عظام أصابع القدم
- التهاب المفاصل الالتهابي
- اعتلال مفصلي عصبي المنشأ
- اضطراب عصبي عضلي
- تمزق الأربطة في منتصف القدم بسبب الإصابات

## العلاج
يعتمد العلاج على مرحلة المرض وعوامل معينة مثل عمر المريض.
العلاجات التحفظية:
- الراحة المطولة
- العلاج بالبرودة
- الأدوية المضادة للالتهابات[1]
- استخدام حذاء المشي الطبي أو الجبيرة لمدة تصل إلى أربعة أسابيع
- العلاج الطبيعي
- الأحذية الطبية المخصصة إذا كان العلاج الطبيعي فعالًا[2]

العلاجات الجراحية:
في حال فشل العلاج الطبيعي، غالبًا ما يُحال المريض إلى التدخل الجراحي، حيث تصبح الإجراءات أكثر تعقيدًا مع تقدم الحالة.
- استئصال الغشاء الزليلي للوتر مع تصنيعه أنبوبيًا
- قطع عظم الكعب الإنسي مع تنظيف وإصلاح وتر الظنبوب الخلفي
- نقل وتر العضلة المثنية للأصابع
- إعادة بناء الرباط الزنبركي
- إطالة وتر أخيل
- إطالة العمود الجانبي للقدم
- اندماج المفصل تحت الكاحل المعزول
- الاندماج المفصلي الإنسي المزدوج
- الاندماج الثلاثي للمفاصل وشائع الاستخدام
- إعادة بناء الرباط الدالي
- استبدال كامل لمفصل الكاحل
- الاندماج بين الظنبوب والكاحل والعقب
- محاذاة التقوّس
- اندماج كامل لمفاصل القدم

## المضاعفات
المضاعفات العامة:
- الجلطات الدموية الصمية
- العدوى
- تفكك الجرح
- الإصابات العصبية
- الأجهزة المزروعة المؤلمة

نظرًا لأن معظم هذه المضاعفات تنتج عن الرعاية غير المناسبة بعد الجراحة أو خلال إعادة التأهيل، فإنه يمكن تجنبها بشكل عام من خلال اتباع خطة رعاية مناسبة.

## المآل
يكون المآل جيدًا بشكل عام، خاصةً إذا اُكتشف المرض في مراحله المبكرة وحرص المريض على عدم الإفراط في إجهاد نفسه أثناء فترة التعافي. أما في المراحل المتأخرة من المرض، فسيكون هناك ضرر متبقي لا يمكن تجنبه، بغض النظر عن عدد عمليات إعادة البناء الجراحية التي تُجرى.